# 工分制
工分制，西方也称作劳动凭据、劳动支票（英語：Labour voucher），是社会主义的一种根据劳动程度而管理物品需求的手段。与资本主义中的货币有一定的相似性，但不可交换。
中國在人民公社時期曾採用这種分配制度，工分依農民的工作時間來計算，單位的生產收穫所得依工分分配給農民。
在工分制中，工分是衡量社员参加集团劳动数量与质量的尺度，也是分配劳动报酬的尺度。一般而言，一个社员从生产队裡收入的多少，除了取决于其所得工分的多少，还由每个工分值的多少决定。工分值一般不是预先规定的，而是根据生产队全年收益的多少来确定。
中华人民共和国的乡镇企业，早期也有采用工分制分配劳动报酬的。这种情况下，采取“劳动在厂，分配在队，年终结算”的分配办法，即在厂劳动每天记工分，季末或年终按企业盈利情况计算出每个工分的分值，进行结算。

## 另見
- 區域貨幣（社區貨幣）

## 延伸阅读
- 張五常，1989，《中國的前途》，遠流出版事業股份有限公司出版。
- 劉文璞，工分制[永久]，收錄於《中國大百科全書智慧藏》。
- 官治國，農業收入分配[永久]，收錄於《中國大百科全書智慧藏》。